# Dębówka (Lublin)
Pour les articles homonymes, voir Dębówka.
Dębówka (prononciation : [dɛmˈbufka]) est un village polonais de la gmina de Jastków dans le powiat de Lublin de la voïvodie de Lublin dans l'est de la Pologne. Il est limitrophe de Lublin.
Le village est un sołectwo de la municipalité de Jastków. Selon le recensement national de 2011, le village comptait 436 habitants.
Le 15 septembre 2019, une réplique d'une croix de pénitence médiévale - une sculpture monolithique en pierre en forme de croix latine, dont la surface est décorée d'un relief en forme d'épée à double tranchant - a été dévoilée dans la vallée de Czechówka, sur le terrain du village de Dębówka Kolonia. De telles croix ont été fabriquées entre le 13e et le 19e siècle en Europe latine. La croix est située près de la route rouge de cyclisme et de rallye qui longe la rue Wądolna. La sculpture a été fondée le 15 septembre 2019 à l'initiative de l'association Curia Mediaevalis pour la promotion de la connaissance de la culture médiévale, basée à Lublin. La sculpture a été créée par l'artiste et philanthrope Krzysztof Pudełko, basé à Lublin.

## Histoire
De 1975 à 1998, le village est attaché administrativement à l'ancienne Voïvodie de Lublin.

Depuis 1999, il fait partie de la nouvelle voïvodie de Lublin.